# Gélivure

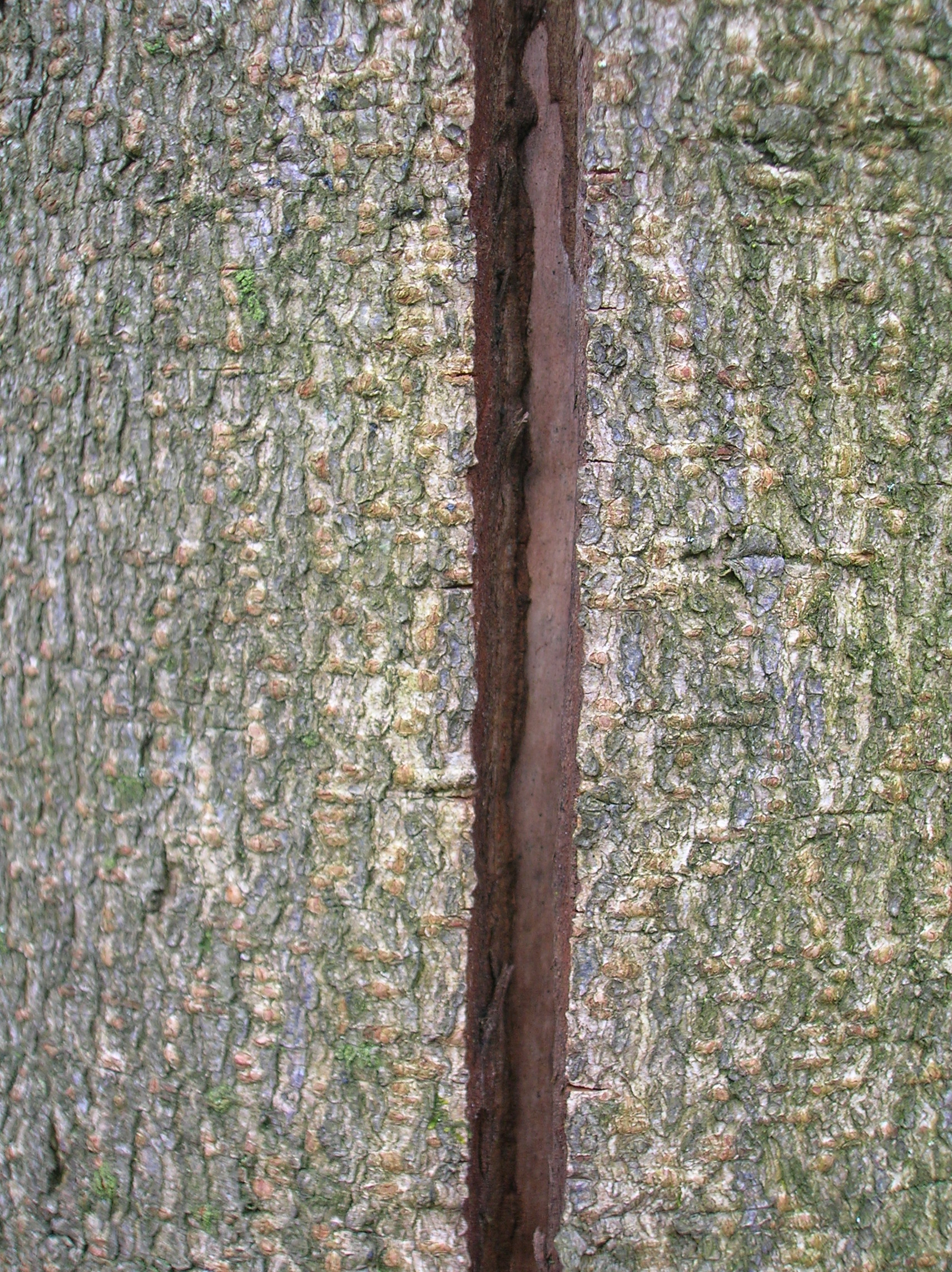
Gélivure sur un marronnier d'Inde.

La gélivure est un défaut du bois provoqué par des mauvaises conditions de développement de l'arbre. Comme son nom le sous-entend, la gélivure est provoquée par le gel. Un refroidissement brutal de l'air ambiant refroidit rapidement le bois du tronc.
Le froid qui survient après une période plus douce surprend l'arbre qui n'est pas encore préparé au froid. Les cellules vivantes contenues dans l'aubier contiennent de la sève qui va geler et augmenter de volume. Des vaisseaux conducteurs et des rayons médullaires gonflent, il y a donc une fissuration du bois dans le sens radial. Lorsque ces fissures sont apparentes et cicatrisées, une fente longitudinale est visible en surface du tronc.
En scierie, ces bois sont écartés car inutilisables, la fente les affectant presque jusqu'au cœur.